# (4279) De Gasparis
Pour les articles homonymes, voir De Gasparis.
(4279) De Gasparis est un astéroïde de la ceinture principale.

## Description
(4279) De Gasparis est un astéroïde de la ceinture principale. Il fut découvert à l'observatoire San Vittore le 19 novembre 1982 à Bologne. Il présente une orbite caractérisée par un demi-grand axe de 2,3648 UA, une excentricité de 0,2072 et une inclinaison de 4,2768° par rapport à l'écliptique.
Il fut nommé en hommage à l'astronome et mathématicien italien Annibale De Gasparis.

## Compléments